# Crime Museum

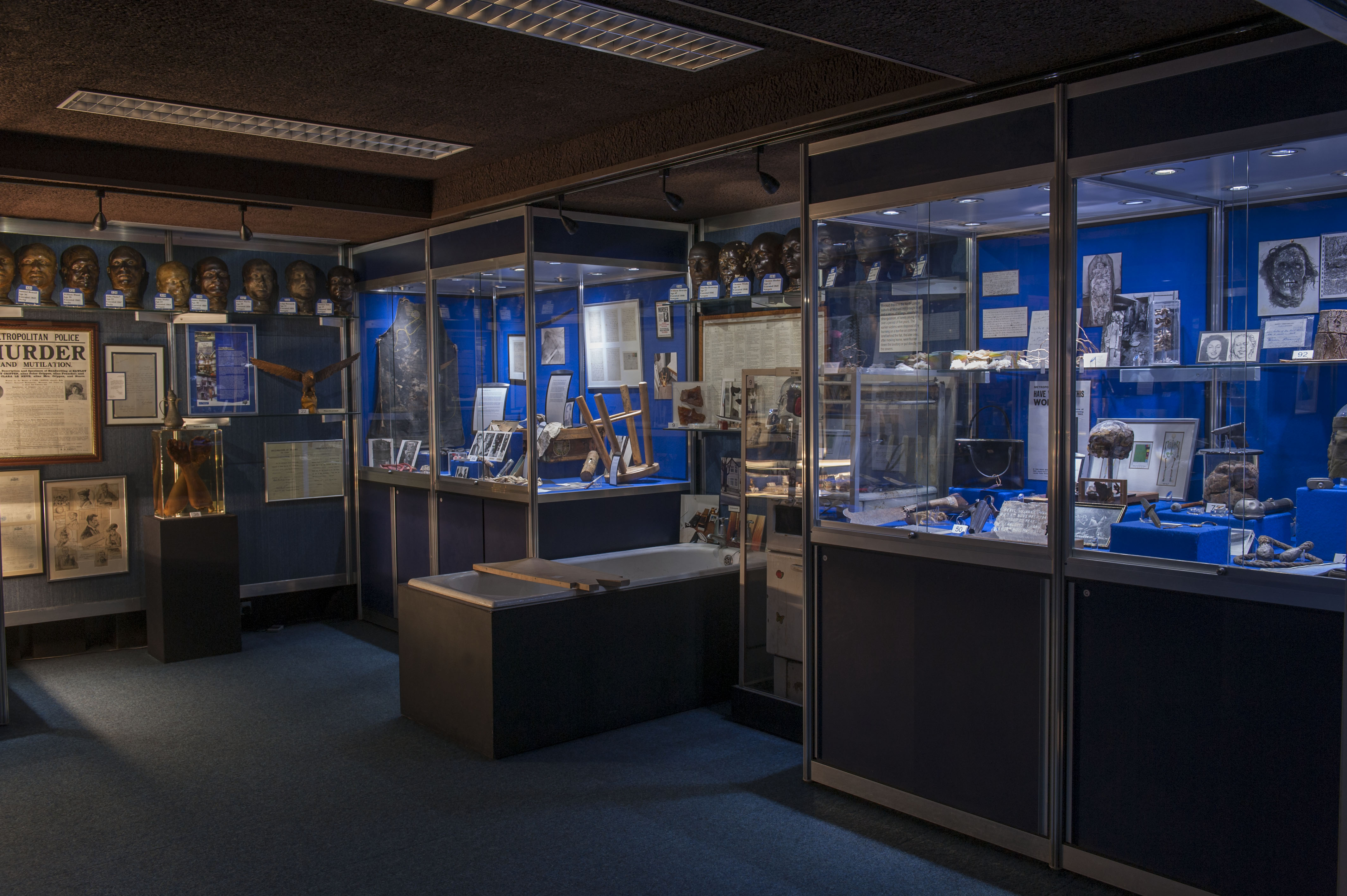
Ausstellungsraum im Crime Museum

Das Crime Museum (früher bekannt als das Black Museum) ist eine Privatsammlung von Erinnerungsstücken an Kriminalfälle, die im New Scotland Yard, dem Hauptquartier des Metropolitan Police Service in London aufbewahrt werden.

## Geschichte
Die Sammlung entstand eher zufällig und inoffiziell im Jahr 1874. Sie war in Scotland Yard untergebracht und entwickelte sich aus der Ansammlung von Objekten aus Häftlingsbesitz. Gesetzliche Grundlage war der Prisoners' Property Act 1869 (Häftlingsvermögensgesetz). Ziel war, die Polizei durch Anschauungsmaterial bei der Untersuchung von Verbrechen und Kriminalfällen zu unterstützen, indem sie Beweisstücke für den Lehrgebrauch behalten durfte.  Bis 1875 war die Sammlung nicht zugänglich. Ein Polizeiinspektor und ein weiterer Polizeibeamter wurden zur Verwaltung der Sammlung abgeordnet.

### Entstehung der Sammlung
Die Sammlung, später genannt „das Schwarze Museum“ wurde 1874 von einem diensthabenden Inspektor konzipiert, der eine Reihe von Gegenständen gesammelt hatte, um den Polizeibeamten praktische Hinweise zur Erkennung und Verhütung von Verbrechen zu geben. Vor dem Gesetz von 1869 wurden Gegenstände, die bei der Ausübung eines Verbrechens verwendet wurden, von der Polizei aufbewahrt, bis ihre Besitzer sie zurückforderten. Das Gesetz von 1869 gab der Polizei die Befugnis, diese Gegenstände entweder zu zerstören oder zu Lehrzwecken zu behalten. Gegen Ende des Jahres 1874 wurde die offizielle Genehmigung erteilt, ein Kriminalmuseum zu eröffnen.
Das genaue Eröffnungsdatum im Jahr 1875 ist nicht bekannt.
Die Zahl der Sammlungsobjekte wuchs stetig an. Am 6. Oktober 1877 wurden die ersten Besucher schriftlich registriert. Das erste Besucherbuch über den Zeitraum von 1877 bis 1894 liest sich wie ein historisches Who is Who. Wahrscheinlich sind nicht alle Besucher in diesen Büchern eingetragen. Aber da der Unterricht im Museum Teil der Polizeiausbildung (CID-Ausbildung) war, war das Museum ständig in Benutzung.
Im Jahr 1877 wurde der Name Black Museum geprägt, als am 8. April ein Reporter des Observer diesen Begriff zum ersten Mal verwendete, nachdem ihm dort von dem zuständigen Inspector der Zutritt verweigert wurde.

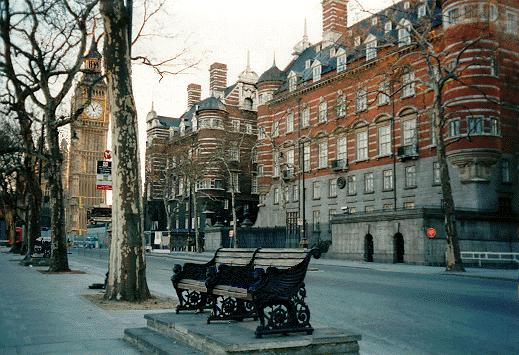
New Scotland Yard (in der Mitte des Fotos), 1890–1967

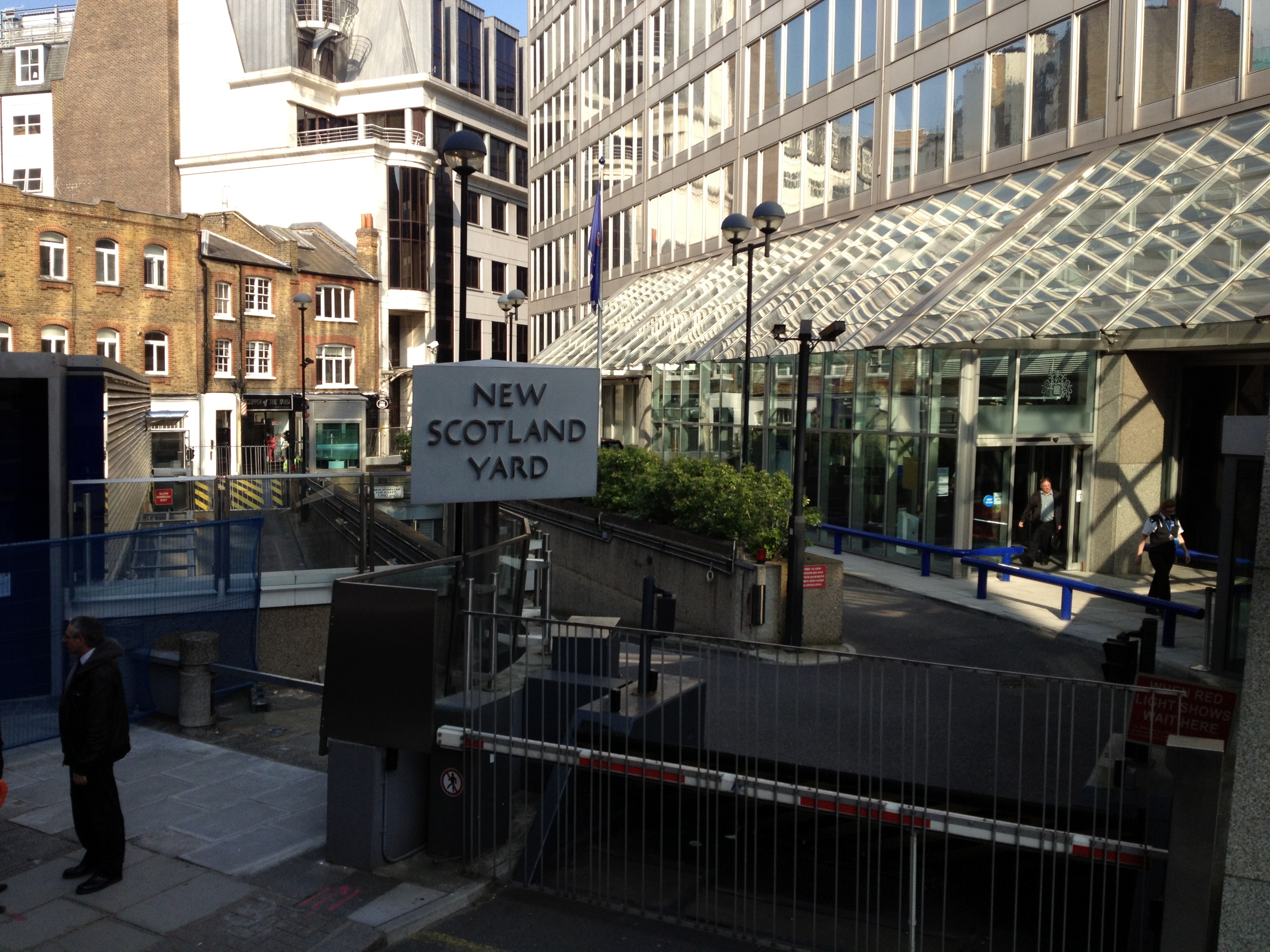
Eingang zum Neubau von New Scotland Yard

### Umzug desBlack Museumnach New Scotland Yard
Im Jahr 1890 zog das Museum mit dem Metropolitan Polizeiamt in neue Räumlichkeiten am anderen Ende von Whitehall auf dem neu errichteten Thames Embankment. Der Architekt Norman Shaw ließ ein repräsentatives Gebäude unter dem Namen New Scotland Yard  errichten. Einige Kellerräume beherbergten die Sammlung. Es gab zwar keinen offiziellen Kurator, doch ein Police Constable war für den laufenden Betrieb verantwortlich, konnte Exponate hinzuzufügen, Besuchsanträge prüfen und Termine vereinbaren. Das Museum war während des Ersten und Zweiten Weltkriegs geschlossen. 1967 wurde es im Zusammenhang mit dem Umzug der Metropolitan Police Headquarters in neue Räumlichkeiten in der Victoria Street, SW1, in Räumen im zweiten Stock untergebracht. Zurzeit ist die Sammlung im Raum Nr. 101 (in zwei Räumen) untergebracht.
Das Museum kann von Mitgliedern der Polizeikräfte des Landes nach vorheriger Terminvereinbarung besucht werden.

### Die Sammlung
Das Crime Museum umfasst zwei Abteilungen. Die erste ist eine Nachbildung des ursprünglichen Museums und enthält eine umfangreiche Sammlung von Nahkampfwaffen, von denen einige versteckt sind und von denen einige bei Morden oder schweren Angriffen in London verwendet wurden, darunter als Regenschirme verkleidete Schrotflinten und zahlreiche Wanderstockschwerter. Der Raum enthält auch eine Auswahl an Henkersknoten (hangman's nooses), eine Sammlung von Totenmasken der Hingerichteten. Es gibt auch Schriftstücke von berühmten Fällen und Briefe, die angeblich von Jack the Ripper geschrieben wurden.
Die zweite Abteilung enthält Exponate von Verbrechen aus dem 20. Jahrhundert, z. B. Tatortfotografien, Phantomzeichnungen und u. a. die gefälschten De-Beers-Diamanten aus dem Millennium-Dome-Überfall und Dennis Nilsens originalen Herd. Es gibt Vitrinen zu den folgenden Themen: Berühmte Morde, berüchtigte Giftmörder, Mord an Polizeibeamten, Lizenzgebühren, Banküberfälle, Spionage, Belagerungen und Geiselnahmen sowie Entführungen mit realen Exponaten und Details. Ausgestellt ist das mit Ricin gefüllte Pellet, mit dem 1978 der bulgarischen Dissident Georgi Markov getötet wurde. Ebenfalls ausgestellt ist ein Modell des Regenschirms, mit dem das Pellet abgefeuert wurde.
Das Schwarze Museum beherbergt mehr als 500 Gegenstände, die bei einer konstanten Temperatur von zweiundsechzig Grad Fahrenheit (≈ 16° Celsius) aufbewahrt werden. Ein besonderer Platz ist reserviert für Druckplatten zum Fälschen von Banknoten und für eine ausgehöhlte Küchentür aus der Fälscherwerkstatt von Charles Black, dem produktivsten Geldfälscher der westlichen Hemisphäre.

### Dokumentierte Kriminalfälle (Auswahl)
- Udham Singh, indischer Revolutionär, der Michael O’Dwyer, den ehemaligen Vizegouverneur des Punjab in Britisch-Indien, erschoss.
- Ruth Ellis, die letzte Frau, die im Vereinigten Königreich hingerichtet wurde, nachdem sie wegen des Mordes an ihrem Geliebten David Blakely verurteilt worden war.
- John Christie, englischer Serienmörder der 1940er und frühen 1950er Jahre.[4]
- Die Stratton Brothers waren die ersten, die in Großbritannien wegen Mordes aufgrund von am Tatort gefundenen Fingerabdrücken verurteilt wurden.[4]
- John George Haigh, englischer Serienmörder, der zwischen 1944 und 1949 Taten verübte.[5]
- Neville Heath, 1946 in London hingerichteter, englischer Mörder, der für die Morde an mindestens zwei jungen Frauen verantwortlich war.
- Dennis Nilsen, ein Serienmörder und Nekrophiler, auch bekannt als der Muswell Hill Murderer und der Kindly Killer, der in London 15 junge Männer ermordete.
- Thomas Neill Cream (Lambeth Poisoner), ein in Schottland geborener Serienmörder[6]
- Keith Blakelock, Polizeibeamter der London Metropolitan Police, der 1985 in der Wohnsiedlung Broadwater Farm erstochen wurde. Sein Overall ist ausgestellt. Mehrere Personen wurden des Mordes angeklagt, aber freigesprochen. Die Metropolitan Police verfolgt weiterhin Spuren, die zur Aufklärung des Falles führen könnten.[7]

## Rezeption im Film, in der Literatur und in Comics
- Es gibt ein fiktives Schwarzes Museum, inspiriert von der tatsächlichen, in der Großen Halle der Gerechtigkeit im Judge Dredd Comic-Strip.
- Eine fiktive Version des Black Museum wird oft im Dylan Dog erwähnt Comic-Serie genannt. In einigen Geschichten werden Exponate aus dem Museum gestohlen.
- In dem Film The Lodger von 1944 gibt Inspector Warwick (George Sanders) Kitty Langley eine Führung durch das Museum (Merle Oberon).
- Der Horrorfilm von 1958 Horrors of the Black Museum verweist auf das Black Museum in einer Geschichte eines Krimiautors (gespielt von Michael Gough), der grausige Morde begeht, um Artikel und Bücher über sie für den öffentlichen Konsum zu schreiben.
- Die vierte Serie von Charlie Brooker’s Black Mirror hat eine Folge namens „Black Museum“.
- Tony Parsons schrieb in seinen Büchern über Detektiv Max Wolfe über das Schwarze Museum.[8]

## Rezeption in den Medien, Ausstellungen
Im Jahr 1951 produzierte der britische kommerzielle Radioproduzent Harry Alan Towers die von Orson Welles moderierte Radioserie „The Black Museum“, inspiriert vom Katalog der ausgestellten Stücke. Jede Woche zeigte das Programm einen Artikel aus dem Museum und eine Dramatisierung der Geschichte um das Objekt herum. Oft fälschlicherweise als eine BBC-Produktion bezeichnet, syndizierte Towers kommerziell das Programm in der englischsprachigen Welt. Der amerikanische Radiomacher Wyllis Cooper schrieb und leitete eine ähnliche Serie für NBC, die zur gleichen Zeit in den USA lief. Die Serie nannte sich „Whitehall 1212“ nach der Telefonnummer von Scotland Yard. Das Programm lief am 18. November 1951 an und wurde von Chief Superintendent John Davidson, Kurator des Black Museum, moderiert.
Eine Ausstellung von Objekten unter dem Titel „The Crime Museum Uncovered“ fand im Museum of London vom 9. Oktober 2015 – 10. April 2016 statt.